# Джизондо, Скайлер
Ска́йлер Джизо́ндо (англ. Skyler Gisondo, род. 22 июля 1996, Палм-Бич) — американский актёр. Наиболее известен по роли маленького Шона Спенсера в телесериале «Ясновидец», и по роли Томми Дойла в фильме Роба Зомби «Хэллоуин 2007». В 2014 году снялся в заключительной части трилогии «Ночь в музее». В 2018 году снялся в фантастическом фильме «Помешанный на времени».

## Биография
Джизондо родился в округе Палм-Бич в семье инженеров Рона Джизондо и Стейси Берке. Его фамилия происходит от деда по отцовской линии, который был итальяно-американцем. Другой дедушка и обе бабушки были евреями. Джизондо перешёл на домашнее образование после того, как стал много сниматься в кино. Несколько лет учился в школе, связанной с еврейской организацией USY, и по предложенной ими программе съездил в Израиль. Окончил среднюю школу Милкен в Лос-Анджелесе в 2014 году.
В 2015 году начал посещать киношколу Университета Южной Калифорнии, однако позже взял академический отпуск из-за работы в кино и на телевидении. Он планирует закончить обучение в колледже.
21 ноября 2023 года издание THR сообщило, что Скайлер Джизондо получил роль Джимми Олсена в фильме «Супермен» перезапущенной вселенной DC.

## Фильмография
| Год  | Название на русском                  | Название на английском                  | Роль             | Примечания     |
| ---- | ------------------------------------ | --------------------------------------- | ---------------- | -------------- |
| 2003 |                                      | Crazy Love                              | Сын Спилберга    | ТВ фильм       |
| 2003 |                                      | Comedy Central Presents: The Commies    | Джастин          | ТВ фильм       |
| 2006 |                                      | Jam                                     | Роберт           |                |
| 2006 | Принцы воздуха                       | Air Buddies                             | Би-Доуг          | Только озвучка |
| 2007 | Я в аду                              | I’m in Hell                             | Блэйк Отис       | ТВ фильм       |
| 2007 | Хэллоуин 2007                        | Halloween                               | Томми Дойл       |                |
| 2007 | Взлёты и падения: История Дьюи Кокса | Walk Hard: The Dewey Cox Story          | Деудроп          |                |
| 2008 | Снежная пятёрка                      | Snow Buddies                            | Би-Доуг          | Только озвучка |
| 2008 |                                      | For Heaven’s Sake                       | Бен Уитман       |                |
| 2008 | Четыре Рождества                     | Four Christmases                        | Коннор МакВи     |                |
| 2009 | Космические друзья                   | Space Buddies                           | Би-Доуг          | Только озвучка |
| 2009 | Рождественская пятёрка               | Santa Buddies                           | Би-Доуг          | Только озвучка |
| 2011 | Мистическая пятёрка                  | Spooky Buddies                          | Би-Доуг          | Только озвучка |
| 2012 | Новый Человек-паук                   | The Amazing Spider-Man                  | Говард Стейси    |                |
| 2014 | Ночь в музее: Секрет гробницы        | Night at the Museum: Secret of the Tomb | Ник Дейли        |                |
| 2015 | Каникулы                             | Vacation                                | Джеймс Гризвольд |                |
| 2018 | Помешанный на времени                | Time Freak                              | Эван             |                |
| 2019 | Пир семи рыб                         | Feast of the Seven Fishes               | Тони             |                |
| 2020 | Социальная дилемма                   | Social Dilemma                          | Бен              |                |
| 2021 | Лакричная пицца                      | Licorice Pizza                          | Лэнс Брэнниган   |                |
| 2025 | Супермен                             | Superman                                | Джимми Олсен     |                |

| Год       | Название на русском                 | Название на английском                  | Роль               | Примечания                                                        |
| --------- | ----------------------------------- | --------------------------------------- | ------------------ | ----------------------------------------------------------------- |
| 2003      | Сваха                               | Miss Match                              | Джеффри            | «Forgive and Forget»                                              |
| 2005      | Доктор Хафф                         | Huff                                    | Джексон Коулман    | «Christmas Is Ruined»                                             |
| 2005      | Все любят Рэймонда                  | Everybody Loves Raymond                 | Крис               | «The Faux Pas»                                                    |
| 2005      | За что тебя люблю                   | What I Like About You                   | Райан              | «The Kid, the Cake, and the Chemistry»                            |
| 2005      | Детектив Монк                       | Monk                                    | Кайл               | «Mr. Monk Stays in Bed»                                           |
| 2005      | Детектив Раш                        | Cold Case                               | Нед Бартон (1972)  | «Honor»                                                           |
| 2005      | Сильное лекарство                   | Strong Medicine                         | Томму Нолс         | «We Wish You a Merry Cryst-Meth»                                  |
| 2006      | Мыслить как преступник              | Criminal Minds                          | мальчик #1         | «What Fresh Hell?»                                                |
| 2006      | Доктор Хаус                         | House M.D.                              | Клэнси Грин        | «Cane and Able»                                                   |
| 2006      | Скорая помощь                       | ER                                      | Тимми Джаковски    | «21 Guns» & «Bloodline»                                           |
| 2006      | Дрейк и Джош                        | Drake & Josh                            | Тайлер             | «I Love Sushi»                                                    |
| 2007      | C.S.I.: Место преступления          | CSI: Crime Scene Investigation          | Дэнни Кёртис       | «Leaving Las Vegas»                                               |
| 2008      | Терминатор: Битва за будущее        | Terminator: The Sarah Connor Chronicles | Маленький Кайл Риз | «What He Beheld»                                                  |
| 2008      | Меня зовут Эрл                      | My Name Is Earl                         | Геральд            | «I Won’t Die with a Little Help from My Friends: Part 2»          |
| 2008      | Американский папаша!                | American Dad!                           | Мэтти Моер         | «Stanny Slickers II: The Legend of Ollie’s Gold» (Только озвучка) |
| 2009      | Американский папаша!                |                                         | Мэтти Моер         | «Rapture’s Delight» (Только озвучка)                              |
| 2009      | C.S.I.: Место преступления Нью-Йорк | CSI: NY                                 | Джейк Каплан       | «The Party’s Over»                                                |
| 2007—2009 |                                     | The Bill Engvall Show                   | Брайан Пирсон      | 31 эпизод                                                         |
| 2009—2010 | Иствик                              | Eastwick                                | Джен Фрисен        | «Magic Snow and Creepy Gene» и «Pampered and Tampered»            |
| 2010—2012 | Ясновидец                           | Psych                                   | маленький Шон      | 11 эпизодов                                                       |
| 2013      | Однажды в сказке                    | Once Upon a Time                        | Девин              | «Good Form»                                                       |
| 2017—2019 | Диета из Санта-Клариты              | Santa Clarita Diet                      | Эрик Бемис         | 30 эпизодов                                                       |
| 2019—2025 | Праведные Джемстоуны                | The Righteous Gemstones                 | Гидеон Джемстоун   | 3 сезона                                                          |

Видеоигры
| Год  | Название   | Роль        | Примечания                                                        |
| ---- | ---------- | ----------- | ----------------------------------------------------------------- |
| 2022 | The Quarry | Макс Бринли | Озвучка (английская версия), захват движения и прообраз персонажа |